# Fisurero

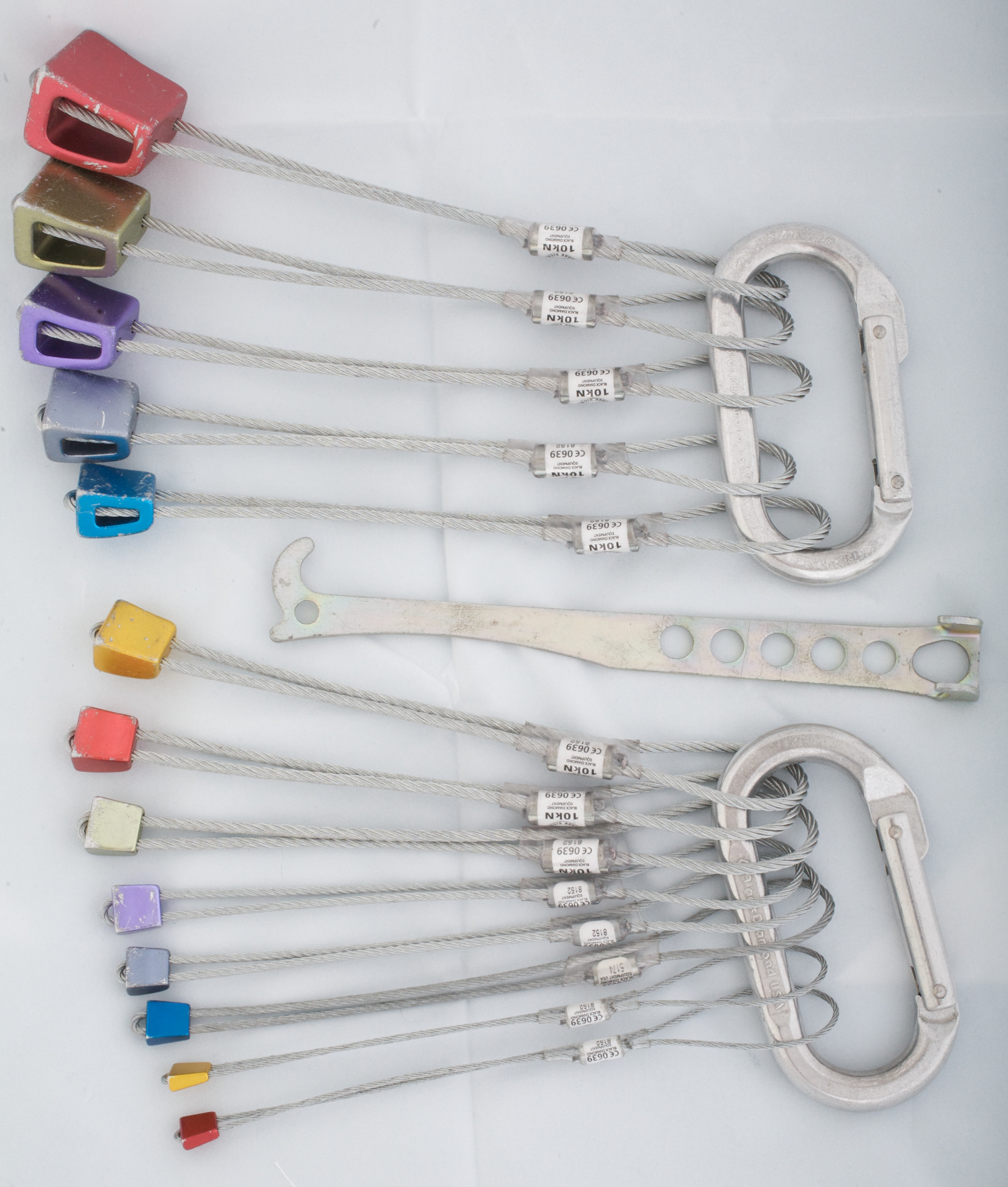
Set de fisureros con desempotrador.

Un fisurero o empotrador es una pieza de metal usada para escalar por fisuras, agujeros o zanjas de la roca a modo de anclaje, lo que permite establecer un punto de aseguramiento, el ascenso o la instalación de reuniones en plena muralla. La característica principal de los fisureros es que se encajan en la roca sin necesidad de ser martillados debido a sus distintos mecanismos dependiendo del tipo, estos se dividen en 2 grupos principalmente: los «mecánicos», que se distinguen, y «pasivos».

## Tipos de fisureros

### Friends

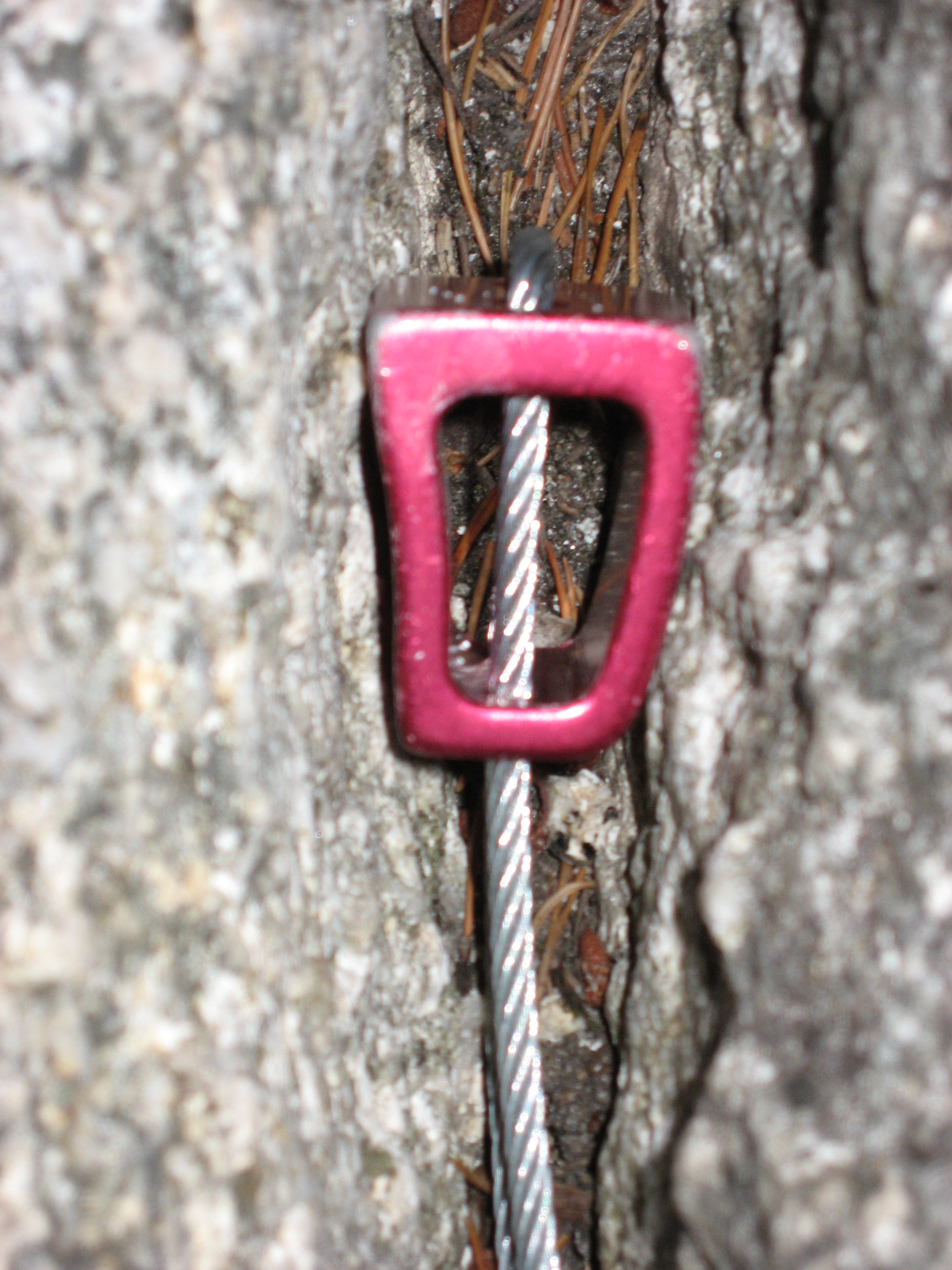
Empotrador en una grieta.

Friend en una grieta.

Hoy en día este tipo de empotrador es fundamental en la escalada. Se trata de un sistema de expansión por levas, usados generalmente en grietas de distintos tamaños. Los hay de dos tipos:
- Friends rígidos
- Friends flexibles

### Fisureros mecánicos sin levas
Existen muchos tipos de estos empotradores, los más comunes son:
- Los derivados de los stoppers
- Los Perrins (MAMUT)
- Los tubos expandibles

### Fisureros pasivos
Este tipo se caracteriza especialmente por no poseer ningún mecanismo, dado que son piezas de metal con formas capaces de ser empotradas en fisuras o agujeros, las cuales están unidas a un cordín o sirga donde es posible colocar un mosquetón para afirmar la cuerda.

### Desempotradores
Son herramientas usadas para extraer los fisureros con mayor facilidad cuando están muy encajados. Existen de varios tipos, pero generalmente son largos y tienen un pequeño gancho para usarse para tirar, empujar o mover las piezas.